# Cryptostylis carinata
Cryptostylis carinata är en orkidéart som beskrevs av Johannes Jacobus Smith. Cryptostylis carinata ingår i släktet Cryptostylis, och familjen orkidéer. Inga underarter finns listade i Catalogue of Life.